# George Franklin Fort

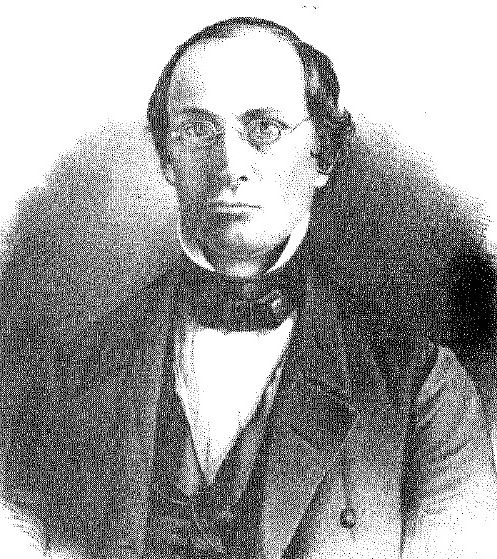
George Franklin Fort

George Franklin Fort (* 1809 in Pemberton, Burlington County, New Jersey; † 22. April 1872 in New Egypt, New Jersey) war ein US-amerikanischer Politiker und von 1851 bis 1854 Gouverneur des Bundesstaates New Jersey.

## Frühe Jahre und politischer Aufstieg
George Fort, dessen genaues Geburtsdatum unbekannt ist, studierte bis 1828 an der University of Pennsylvania Medizin. Danach begann er in dem Ort New Egypt als Arzt zu praktizieren. Politisch war er Mitglied der Demokratischen Partei. Im Jahr 1844 war er Mitglied einer Versammlung zur Überarbeitung der Staatsverfassung von New Jersey, von 1846 bis 1850 gehörte er dem Staatssenat an. Im Jahr 1850 wurde er zum neuen Gouverneur seines Staates gewählt.

## Gouverneur von New Jersey
George Fort trat sein neues Amt am 21. Januar 1851 an. In seiner dreijährigen Amtszeit wurde das Budget für das Schulwesen erhöht. Zur Verbesserung der Infrastruktur wurden bestehende Straßen ausgebaut bzw. neue Straßen angelegt. Mit einem Gesetz wurde der Zehnstundentag in New Jersey eingeführt. Auch ein Kinderschutzprogramm wurde auf den Weg gebracht.

## Weiterer Lebenslauf
Nach dem Ende seiner Amtszeit am 17. Januar 1854 wurde Fort von seinem Amtsnachfolger Rodman M. Price als Richter an ein Berufungsgericht in New Jersey berufen. Zwischen 1855 und 1862 war Fort dann als Richter tätig. Nebenbei und nach seiner Richterzeit praktizierte er auch als Arzt. Fort gehörte auch einem Ausschuss zur Reform des Gefängniswesens an. Er starb im April 1872. Mit seiner Frau Anna Marie hatte er vier Kinder. Sein Neffe John Franklin Fort wurde zwischen 1908 und 1911 ebenfalls Gouverneur von New Jersey.